# Pinhanços
Pinhanços es una freguesia portuguesa del concelho de Seia, con 7,95 km² de superficie y 703 habitantes (2001). Su densidad de población es de 88,4 hab/km².